# Gottlieb Christian Abt
Gottlieb Christian Abt (* 17. August 1820 in Dobel; † 10. Juli 1877 in Speyer) war ein deutscher Schriftleiter.

## Leben und Wirken
Gottlieb Christian Abt war ein Sohn von Erhard Friedrich Gottlieb Abt und dessen Ehefrau Catharina Magdalena. Sein Vater, der als Pfarrer in Dobeln wirkte, war ein Sohn von Gottlieb Christoph Abt, der als Präceptor an der Lateinschule in Esslingen am Neckar tätig war. Seine Mutter war eine Tochter des Dobeler Sonnenwirts Georg Friedrich Zeltmann (1765–1846) und von Anna Rosina Kappler (1772–1831), die aus Dobel stammte. Die Großmutter mütterlicherseits hieß Johanna Catharina Christina Erhardina von Kirch.
Abt studierte nach dem Besuch des Gymnasiums von 1838 bis 1843 Evangelische Theologie und Philologie in Tübingen. Er wurde zum Dr. phil. promoviert. 1845 ging er nach Heidelberg um Rechtswissenschaften zu studieren. Dort wurde er 1845 Mitglied des burschenschaftlichen Neckarbundes. In Akten der Staatsanwaltschaft Ludwigsburg sind zahlreiche Vergehen aufgeführt, so das Tragen der Verbindungsfarben, öffentliche Ruhestörung, Belästigung der Katharina Bayer zu Cannstatt, Beamtenbeleidigung und Halten eines Hundes. Als einer der führenden Neckarbündler erhielt er im Juni 1846 das Consilium abeundi.
Er beteiligte sich an der Deutschen Revolution 1848/49, wurde im Februar 1848 wegen aufrührerischer Umtriebe kurze Zeit inhaftiert und musste in Folge 1849 nach Genf fliehen. Er war Mitglied im Bund der Kommunisten.
Von 1856 bis 1861 lebte er als Publizist und Herausgeber in Stuttgart und zog danach weiter nach Wiesbaden, wo er 1861 als Redaktionsleiter der Mittelrheinischen Zeitung tätig war. Anschließend übernahm er in Wien zwischenzeitlich die Schriftleitung des Botschafters. Danach war er in selber Position in Wiesbaden für die Neue Wiesbadener Zeitung tätig.
Im Juli/August 1863 saß er in Festungshaft auf der Marksburg. Nach seiner Entlassung, sollte er erneut verhaftet werden, weshalb er floh. Während seiner Flucht vor Gegnern aus dem kleindeutsch-liberalen Umfeld erreichte er Kastei, Stuttgart, St. Gallen, Leipzig und Frankfurt am Main. In Frankfurt gab er die neutrale Zeitschrift Die Kritik heraus, die er ab 1868 in Stuttgart publizierte.
Abt tendierte zunächst zu den Sozialisten und schloss sich später den Großdeutschen an. Er schrieb hart und rücksichtslos und galt oft als gefürchteter Autor. Er wurde aufgrund seiner Schriften verfolgt und musste zahlreiche Verbote und Strafen hinnehmen.

## Schriften
- Die Schweiz, ihre Gegenwart und Zukunft. Eine Denkschrift zur richtigen Beurtheilung ihrer politischen Entwicklung seit dem Jahre 1831 bis zur gewaltsamen Auflösung des Sonderbundes. Literarische Anstalt, Frankfurt am Main 1848
- Die Revolution in Baden und die Demokraten. Vom revolutionären Standpunkt aus beleuchtet. Verlag der Schläpfer'schen Buchhandlung, Herisau 1849
- Leopold von Baden wider Gustav von Struve. Oder: Wie müssen politische Prozesse beurtheilt werden? Ein Handbuch für deutsche Geschworne. Eigenverlag, Darmstadt 1849